# Hagek Miklós
Hagek Miklós (Nicolaus Hagek, Hochmauth, Csehország, 1791. december 3. – Bécs, 1827. május 27.)  ferences szerzetes.

## Élete
1808. december 10-én lépett a rendbe. 1817-től 1822-ig vikárius és egyházi szónok volt Budán, 1822-től 1825-ig egyházi szónok Mohácson, 1825-től 1827-ig pedig Bécsben, ott is hunyt el.

## Munkái
1. Rede auf das Leiden Jesu Christi am heiligen Charfreitage. Ofen, 1819.
2. Rede über das Leiden Jesu Christi am heiligen Charfreytage. Vorgetragen fin der Pfarrkirche der ... P. Franziskaner zu Ofen an der Landstrasse. Ofen, 1820.